# Slava! Pesmi južnih Slovanov
Slava! Pesmi južnih Slovanov (poljsko: Slava! Pieśni Słowian Południowych) je album poljske folk skupine Percival
Album je izšel 26. oktobra 2012. To je prvi ablum iz trilogije. Drugi del je Slava II - Pesmi vzhodnih Slovanov (poljsko: Pieśni Słowian Wschodnich), v pripravi pa je še tretji album Slava III - Pesmi zahodnih Slovanov (poljsko: Pieśni Słowian Zachodnich). 
Na albumu je 13 pesmi južnih Slovanov, to je Bolgarov, Srbov, Hrvatov, Bosancev, Črnogorcev, Makedoncev in Slovencev. 

## Seznam pesmi
CD 1;
1. „Gusta” (Srbija) – 2:51
2. „Delberino” (Bolgarija) – 2:16
3. „Karanfilče” (Srbija) – 3:30
4. „Vrsuta” (Črna gora) – 2:20
5. „Lazare” (Bolgarija) – 2:22
6. „Korita Ivanova” (Črna gora) – 2:32
7. „Ne orji, ne sejaj” (Slovenija) – 2:27
8. „Naranča” (Hrvaška) – 3:12
9. „Žali Zare” (Srbija) – 3:18
10. „Ljubav se ne trži” (Hrvaška) – 2:07
11. „Šta to radiš” (Srbija) – 3:22
12. „Karanfile” (Bosna) – 5:07
13. „Dve nevesti” (Makedonija) – 3:22